# Michalici

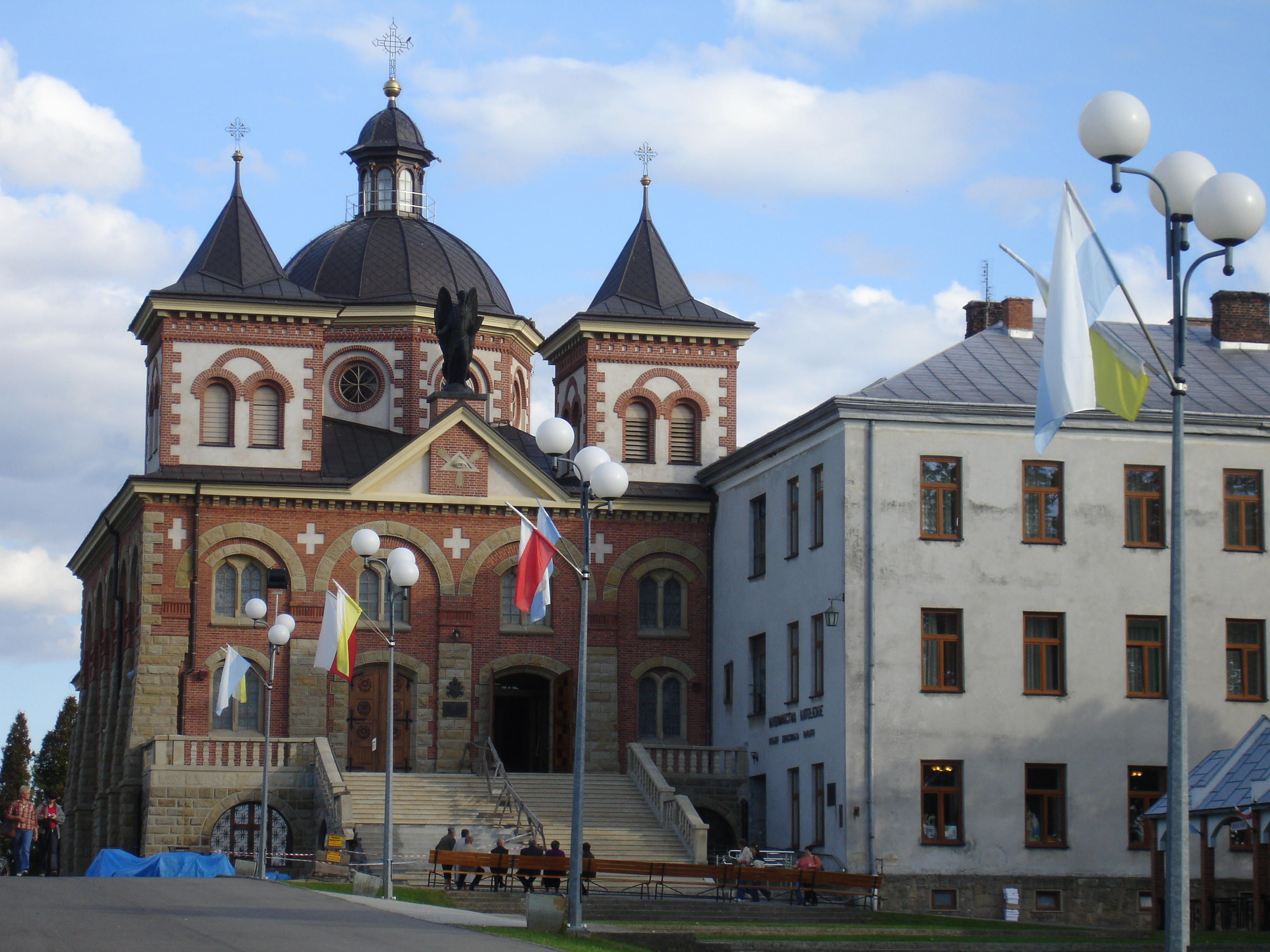
Pierwsze w Polsce Sanktuarium św. Michała Archanioła i bł. Bronisława Markiewicza w Miejscu Piastowym

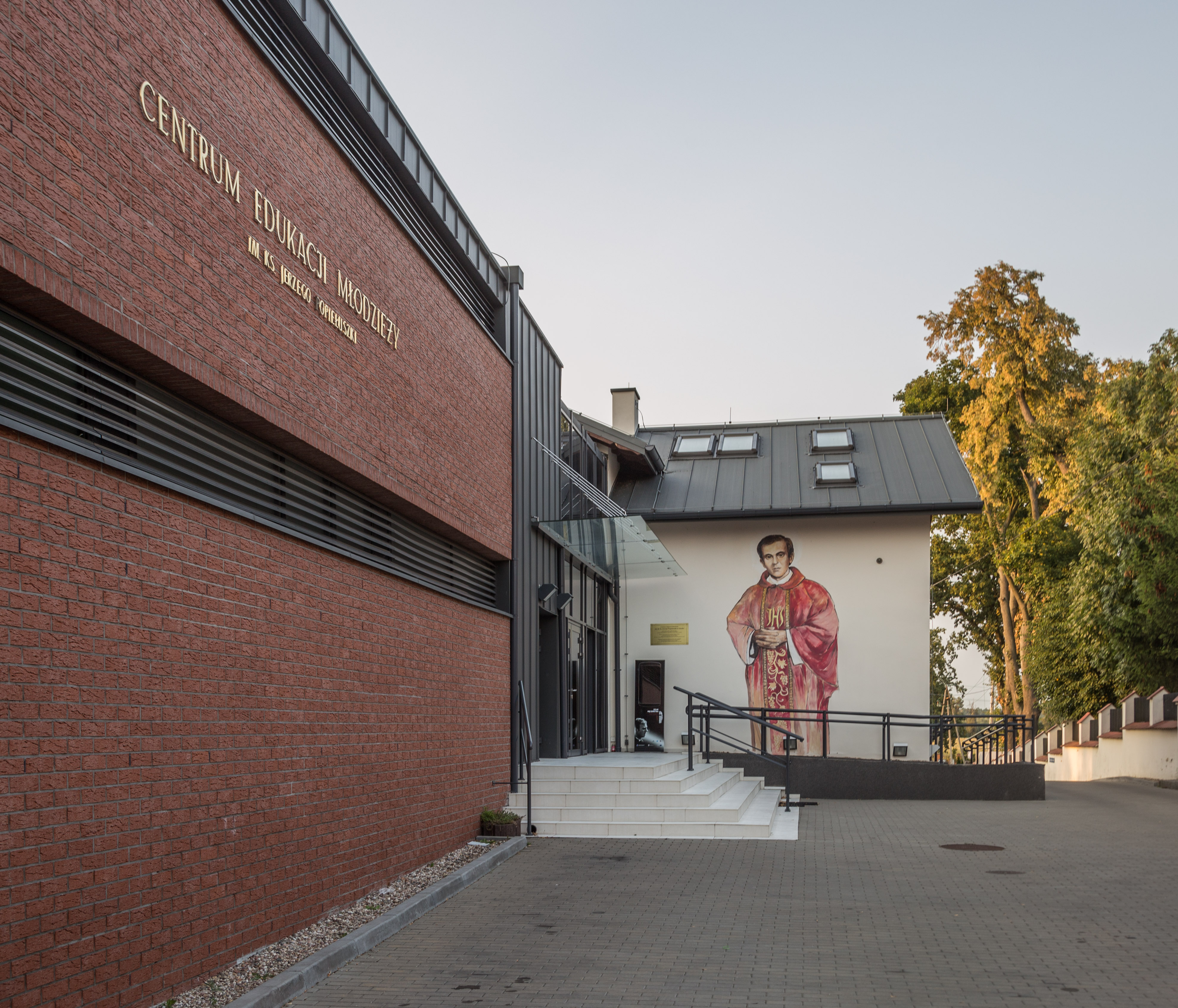
Centrum Edukacji Młodzieży w Górsku, które prowadzą michalici

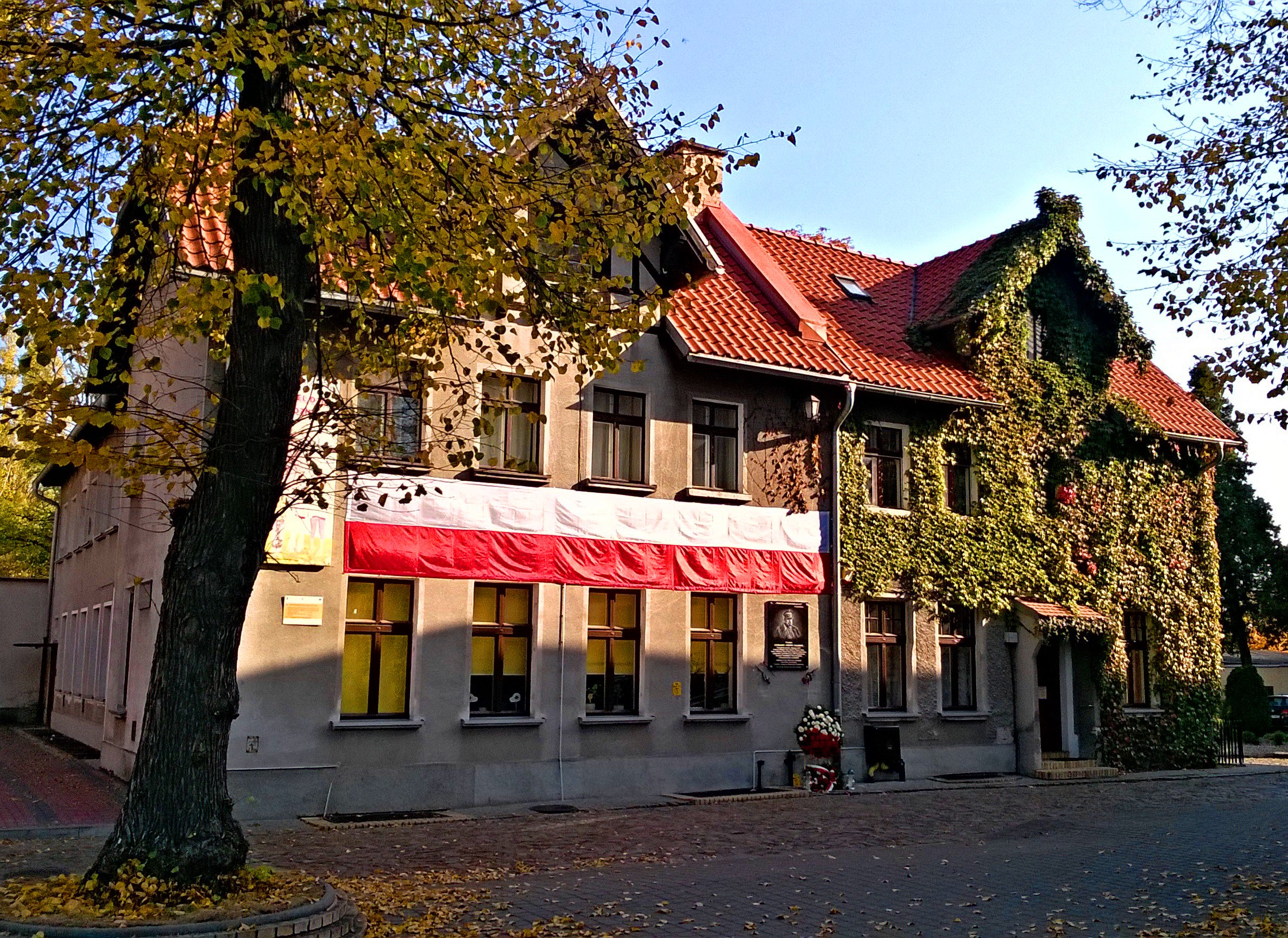
Oratorium im. bł. ks. Markiewicza w Toruniu, założone w 1993 roku

Zgromadzenie Świętego Michała Archanioła (CSMA, łac.Congregatio Sancti Michaelis Archangeli, popularna nazwa michalici) – wspólnota kapłanów i braci zakonnych założona na początku XX wieku przez bł. księdza Bronisława Markiewicza. Patronem Zgromadzenia jest św. Michał Archanioł.

## Cele i zadania
Działalność zgromadzenia koncentruje się na pracy wychowawczej wśród dzieci i młodzieży szczególnie zaniedbanej moralnie i materialnie. Zgromadzenie prowadzi kilka domów dziecka oraz oratoria, w których dzieci otrzymują pomoc w nauce, w rozwiązywaniu własnych problemów wychowawczych, a często także posiłek. Pracy wychowawczej służą liczne kolonie i obozy wakacyjne, różne grupy i ruchy działające przy placówkach zakonnych, praca katechetyczna i duszpastersko-rekolekcyjna. W pracy duszpasterskiej michalici starają się nieść ewangelię środowiskom szczególnie zaniedbanym religijnie. W działalności wychowawczej kładą nacisk na naukę pracowitości i oszczędności, wytrwałości, a także ukazywanie wartości i piękna życia, w którym człowiek stawia Boga na pierwszym miejscu. W celu ewangelizacji Zgromadzenie założyło Wydawnictwo Michalineum i wydaje czasopisma „Powściągliwość i Praca” oraz „Któż jak Bóg!”.

## Dzieła apostolskie
Zgromadzenie prowadzi różnego rodzaju posługi apostolskie:
- wychowanie dzieci i młodzieży, zwłaszcza najbiedniejszej i osieroconej,
- duszpasterstwo ze szczególnym uwzględnieniem ludzi materialnie i religijnie zaniedbanych,
- rekolekcje i misje ludowe,
- misje zagraniczne,
- działalność wydawnicza,
- budzenie i pielęgnowanie powołań kapłańskich i zakonnych,
- inne aktualne dzieła miłosierdzia chrześcijańskiego.

## Formacja
Formacja zakonna michality składa się z postulatu, nowicjatu i klerykatu.
Postulat to wstępny etap formacji. Trwa od kilku tygodni do roku (roczny postulat dotyczy głównie kandydatów na braci) i może się odbywać w każdym domu Zgromadzenia, chociaż najczęściej postulanci odbywają go w domu Wyższego Seminarium Duchownego w Krakowie. W tym czasie przełożeni przyglądają się postulantom, a postulanci życiu zakonnemu. Poznają modlitwy i zwyczaje zakonne, wdrażają się w rozwój życia duchowego.
Nowicjat rozpoczyna się 8 września i trwa rok. Związany jest z Pawlikowicami. Nowicjuszami opiekuje się mistrz nowicjatu, wspomagany przez socjusza. Dbają oni o rozwój kandydatów na trzech płaszczyznach: duchowej, intelektualnej i fizycznej. Zgromadzenie posiada w Pawlikowicach gospodarstwo rolne, co gwarantuje możliwość wykonywania urozmaiconych prac. Nowicjusze słuchają też wykładów na temat Pisma Świętego, duchowości, historii i Konstytucji Zgromadzenia. 8 grudnia nowicjusze otrzymują sutanny. Nowicjat trwa rok i kończy się egzaminem kanonicznym. Ostatnim aktem wieńczącym nowicjat jest złożenie pierwszych ślubów zakonnych. Potem co roku ponawia się śluby czasowe na okres jednego roku, by w końcu złożyć śluby wieczyste.
Klerycy mieszkają w Krakowie, w domu przy ul. Kazimierza Wielkiego. Dojeżdżają codziennie na wykłady do Instytutu Teologicznego Księży Misjonarzy na Stradom. Przez pierwsze dwa lata alumni studiują głównie filozofię. Po drugim roku przerywają naukę i udają się na roczną praktykę wychowawczą. Pomagają w ośrodkach szkolnych, domach dziecka, oratoriach. Po powrocie z praktyki, przez następne 4 lata studiują teologię. Studia kończą się obroną pracy magisterskiej na ostatnim, szóstym roku. Wtedy też otrzymują święcenia prezbiteratu.
Bracia po postulacie i rocznym nowicjacie otrzymują dekret kierujący ich do pracy w jednej z placówek Zgromadzenia, gdzie nadal są zobowiązani do pogłębiania łączności z Bogiem. Okres pierwszych pięciu lat nazywany jest junioratem.

## Herb Zgromadzenia
Herb ma kształt kolistej tarczy z polem dwudzielnym w słup. W pobocznicy prawej znajduje się czerwony miecz o głowni płomienistej, który jest atrybutem Św. Michała Archanioła i wyraża pierwsze hasło duchowości michalickiej „Któż jak Bóg”. W pobocznicy lewej znajdują się trzy kłosy z lekka ku górze w lewą stronę, nad którymi umiejscowiona została lilia. Kłosy znane są heraldyce i symbolizują dobrobyt, bogactwo i oszczędność. Lilia w wymiarze duchowym wskazuje na czystość i niewinność i koresponduje z cnotą powściągliwości, dla której nie wypracował się odrębny symbol. Te dwa znaki: kłosy i lilia, oddają drugie hasło michalickiej duchowości – „Powściągliwość i pracę”. Herb został zaprojektowany przez Adama Hanczakowskiego w jego pracy dyplomowej, pisanej w Akademii Sztuk Pięknych w Krakowie.

## Strój michalitów
Strój michalitów stanowi czarny habit bez zewnętrznych guzików, przepasany czarnym pasem. Nowicjusze otrzymują sutannę w grudniu (zwyczajowo 8 grudnia), w trakcie nowicjatu.

## Parafie michalickie

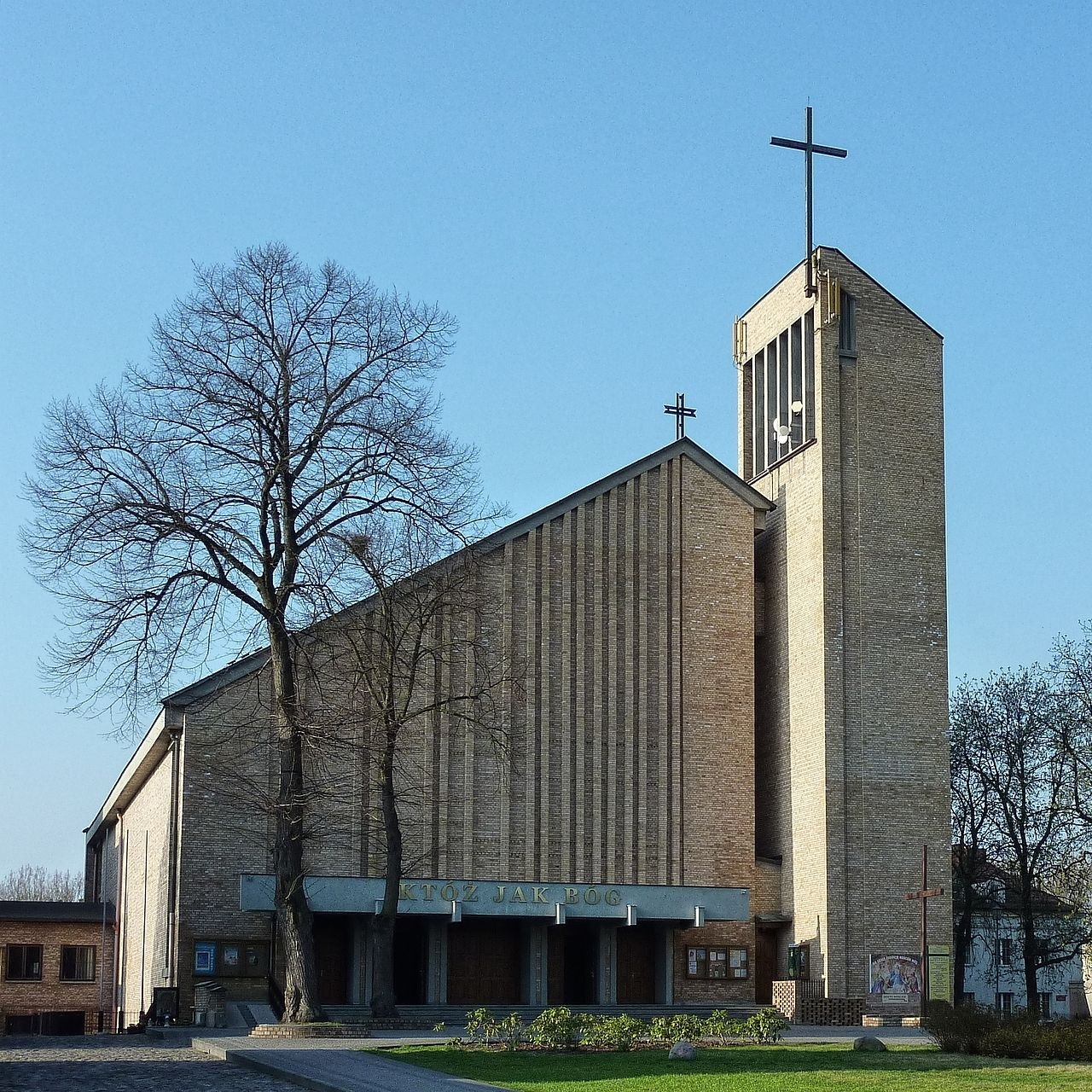
Kościół św. Michała Archanioła i bł. ks. Bronisława Markiewicza w Toruniu

Obecnym Ojcem Generałem Zgromadzenia jest ks. Dariusz Wilk, któremu XII Kapituła Generalna w maju 2022 r. powierzyła tę funkcję na kolejną, 6-letnią kadencję.
Na świecie Zgromadzenie prowadzi swoje placówki w wielu krajach, w tym w Niemczech, Austrii, Szwajcarii, Australii, Kanadzie, USA, Paragwaju, Argentynie, na Ukrainie, Arubie, Curaçao, Dominikanie i Puerto Rico. Prowadzą także sanktuarium św. Michała Archanioła w Monte Sant’Angelo oraz kościół Domine Quo Vadis w Rzymie.
W Polsce Zgromadzenie posiada 13 domów zakonnych i prowadzi pracę duszpasterską w 19 parafiach, a za granicą 12 domów i 41 parafii.
- Parafia pw. św. Wawrzyńca w Nowej Słupi
- Parafia pw. Matki Bożej Królowej Aniołów w Warszawie
- Parafia pw. św. Andrzeja Boboli w Markach
- Parafia pw. św. Michała Archanioła w Toruniu
- Parafia Matki Bożej Królowej Męczenników Polskich w Przysieku koło Torunia
- Parafia pw. św. Michała Archanioła w Młochowie
- Parafia pw. Trójcy Przenajświętszej w Stalowej Woli
- Sanktuarium Maryjne Parafia pw. Matki Bożej Szkaplerznej w Górkach
- Sanktuarium Maryjne – Parafia pw. św. Mikołaja Biskupa w Tuligłowach
- Parafia pw. Matki Bożej Częstochowskiej w Gorzkowie (koło Wieliczki)
- Sanktuarium Maryjne – Parafia pw. Matki Bożej Królowej Bieszczadzkiej w Jasieniu (Ustrzyki Dolne)
- Parafia pw. Matki Bożej Zbaraskiej w Prałkowcach
- Parafia pw. św. Tekli w Pławnej
- Parafia pw. Św. Apostołów Piotra i Pawła w Sobocie[4]
- kościół filialny św. Katarzyny Aleksandryjskiej w Marczowie
- kościół filialny św. Feliksa i Adaukta w Golejowie.
- Parafia pw. Ducha Świętego w Krośnie
- Parafia pw. św. Michała Archanioła w Pawlikowicach (koło Wieliczki)
- Rektorat pw. MB Różańcowej w Byszycach (koło Wieliczki)
- Parafia pw. bł. Michała Kozala w Gnieźnie
- Parafia Najświętszego Serca Pana Jezusa w Pewli Małej k. Żywca
- Parafia Najświętszej Maryi Panny Królowej Polski w Pewli Ślemieńskiej
- Parafia Matki Bożej Fatimskiej i bł. Bronisława Markiewicza w Słupnie
- Parafia Matki Bożej Gwiazdy Morza w Krynicy Morskiej